# Ferrari 400 Superamerica
De Ferrari 400 Superamerica is een sportwagen van het Italiaanse automerk Ferrari.
De eerste Ferrari 400 Superamerica werd onthuld in 1960 tijdens de European Motor Show Brussels.